# إليزابيث كيج
إليزابيث كيج (بالإنجليزية: Elizabeth Gage)‏ هي صائغة ذهب بريطانية، ولدت في 1948.

## وصلات خارجية
- الموقع الرسمي